# Keedysville, Maryland
Keedysville, Maryland (енгл. Keedysville) град је у америчкој савезној држави Мериленд.

## Демографија
По попису из 2010. године број становника је 1.152, што је 670 (139,0%) становника више него 2000. године.
| Група             | 2000.       | 2010.         |
| Белци             | 472 (97,9%) | 1.063 (92,3%) |
| Афроамериканци    | 1 (0,2%)    | 40 (3,5%)     |
| Азијати           | 1 (0,2%)    | 2 (0,2%)      |
| Хиспаноамериканци | 6 (1,2%)    | 33 (2,9%)     |
| Укупно            | 482         | 1.152         |